# 魏海敏
魏海敏（1957年—），原名魏敏，台灣京劇女演員，是京劇梅派傳人之一。擁有個頭、扮相、嗓音等各種京劇演員優質條件，許多人形容魏海敏是天生「祖師爺賞飯吃」的好角兒。
幼年進中華民國海軍海光劇隊附設海光國劇訓練班學習京劇表演藝術，工旦行。先跟梅蘭芳的女弟子秦慧芬學京劇梅派表演藝術，1991年拜師梅蘭芳的兒子梅葆玖，在2008年挑戰梅、程、荀、張四大名旦演出方式向大師致敬。畢生致力於京劇藝術的傳承推廣與創新，曾獲得中華民國的國家文藝獎及金曲獎最佳傳統音樂詮釋獎，中國大陸的中國戲劇梅花獎等獎項。

## 家庭背景-與京劇結緣
魏海敏從小生在鶯歌正義新村，9歲因父親的工作而遷居至嘉義文化新村。她的父親魏寧畢業於日本陸軍大學，原為軍人，1949年攜妻隨國民政府來台。魏海敏有兩個姐姐，與她分別相差8歲、6歲。
原為軍人的父親升遷不順利、選擇退伍，開始到處打零工維持一家生計，因此魏海敏從小家境並不富裕。魏海敏2歲時，父母離異，由父親獨自扶養魏家三姊妹，魏海敏曾在彰化的育幼院生活過一段時間，讓魏海敏具備了沉穩獨立的個性。9歲開始魏父在嘉義聯華公司擔任駐廠廠長，舉家遷移至嘉義文化新村，因穩定的工作，讓魏家開始度過安穩的生活。
魏海敏走上京劇之路的推手就是她的父親，魏父是京劇戲迷，回家拉二胡教三姊妹唱戲。魏海敏學會的第一段戲，就是由父親教的「起解」。 魏父在魏海敏進入海光劇校後，15歲時，因肺癌過世。

## 進入海光
10歲時，魏父看見「小海光，招收學生」的廣告便詢問魏海敏考海光劇校意願，魏海敏覺得只要進了劇校，能每天唱歌跳舞又不用考試，而決定去左營應試。
魏海敏應試時得到主考官－王質彬老師的讚許，順利地考進海光劇校正式開始學習京劇，並且依照學校慣例在名字中間加入“海”字，從此名字從魏敏變成了魏海敏。
在小海光學戲時，受到不少老師啟蒙。在王質彬老師的建議下，分科時進入旦角組，在小海光第一次推出的戲《岳家莊》中擔任岳夫人一角。
之後被調去刀馬旦組跟劉復雯(嘉凌)老師學刀馬旦，在1971年左營中山堂第一次挑大樑出演《穆柯寨》的女主角穆桂英，在刀馬旦組一年扎實的打下了基礎，之後才重回青衣組學戲。
當時旦角專科老師周銘新刻意栽培她「青衣」路線，劉玉麟、李鳳翔與擅長梅派青衣的秦慧芬等都是魏海敏的京劇啟蒙老師。
魏海敏在小海光坐科兩年後即上場跑龍套，13歲已能獨挑大樑，演出訊息經常見報，當大海光需要旦角時，魏海敏也經常被挑選與資深演員配戲，支援演出。

## 拜入梅門
1982年，魏海敏因為懷第二胎在香港待產，觀賞了梅派梅葆玖、荀派童芷苓等人的演出，又和梅派票友包幼蝶習戲半年。從學戲、觀戲的經驗中，魏海敏認為梅派的表演精緻而細膩，是她所追求的目標，於是透過引薦，1991年6月20日於北京前門飯店正式向梅蘭芳之子梅葆玖拜師學習，成為梅葆玖第一位弟子，亦為首位前往大陸拜師之台灣京劇演員。拜入梅門後，魏海敏專研梅派戲，於1993年開始在北京辦專場，演出「霸王別姬」、「三堂會審」、「穆桂英掛帥」等戲；1994年為慶祝梅蘭芳誕辰一百周年，梅葆玖將梅蘭芳1926年的創作「太真外傳」刪節後搬上舞台，並與魏海敏共同分演。1996年以「貴妃醉酒」和「宇宙鋒」這兩齣戲，得到梅花獎的殊榮。魏海敏其後來在表演神韻，以及新編戲曲的詮釋中，都受到梅派創始人梅蘭芳的重大影響。

## 當代傳奇劇場創新戲
1980年代，隨著資深第一代台灣培育傑出的京劇人才因生涯規劃離開京劇舞台，年輕一代的觀眾因為時代改變逐漸不再熱衷欣賞京劇，台灣的京劇遇到觀眾老化的問題，許多京劇藝術家力求轉型，吸引新觀眾。1986年，吳興國創立當代傳奇劇場，以京劇的唱念做打為基礎，演出一系列西方文學經典，發展出新型態的京劇演出方式。創團作品《慾望城國》改編自英國文豪莎士比亞《馬克白》，即邀請甫從國立藝專戲劇科國劇組畢業的魏海敏演出馬克白夫人，魏海敏開始演出有別於京劇傳統戲的戲曲創新之路。
《慾望城國》改編英國莎士比亞四大悲劇之一《馬克白》，將劇情轉為春秋戰國時代的蓟國，以京劇的形式演出。魏海敏飾演劇中的敖叔征夫人（即原著角色中的馬克白夫人）。敖叔征夫人角色性格狂顛，有別於傳統青衣的婉約含蓄，加上不同於傳統京劇的突破表演，在首演後獲得看法兩極的熱烈討論。《慾望城國》隨後更巡演國際，1990年遠赴莎士比亞故鄉演出，在英國獲得高評價，1998 於法國亞維儂藝術節，2005年於美國演出。
魏海敏提到《慾望城國》曾表示：「我的戲劇生涯從模仿到創新的重要道路。」。巡迴演出十多年，從最初對於馬克白夫人有別青衣角色的掙扎到創新角色備受肯定，《慾望城國》開啟了魏海敏創作角色的挑戰，並陸續與當代傳奇劇場合作演出創新京劇：於1990年改編莎士比亞四大悲劇之一的《王子復仇記》 飾演母后喬特魯、1992年演出《無限江山》、1993年演出改編希臘悲劇米蒂亞的《樓蘭女》、1995年演出《 奧瑞斯提亞》 飾演克萊頓皇后，2016年台灣國際藝術節將演出改編莎士比亞四大喜劇之一的《仲夏夜之夢》；持續挑戰新編京劇的創新角色。

## 加入國光劇團
1994 年國防部因應時代潮流，裁撤「陸光、海光、大鵬」等三軍劇隊，1995年教育部成立國光劇團，魏海敏與許多通過嚴格甄選的京劇藝術工作者加入國光劇團，致力延續京劇藝術與教育推廣使命。由於當時台灣本土意識受到熱烈討論，國光劇團作為一個國家成立的劇團，面臨本土題材的考驗，推出台灣三部曲《媽祖》、《鄭成功與台灣》及《廖添丁》。1998 年魏海敏演出台灣民間信仰媽祖（林默娘）一角。
2002年，王安祈出任國立國光劇團藝術總監，於2003年推出荀派童芷苓晚年重要新編作品《王熙鳳大鬧寧國府》，由梅派青衣魏海敏演出，不同流派的結合與魏海敏的演出受到觀眾喜愛。隨後推出由魏海敏主演的《金鎖記》《艷后和她的小丑們》，「伶人三部曲」《孟小冬》《百年戲樓》《水袖與胭脂》，《十八羅漢圖》《孝莊與多爾袞》等一系列新編戲。其中魏海敏主演《金鎖記》，演活了渴望情感的曹七巧，成為魏海敏另一個藝術巔峰作品。

## 其他劇場演出
2021 年 3 月參與臺灣國際藝術節（TIFA）演出《千年舞台，我卻沒怎麼活過》。這是一部以魏海敏為核心，跨界結合王景生、陳界仁及張照堂等藝術家集體創作，交織魏海敏人生與藝術發展，及她所處的世代對話。
2022年策畫製作臺北表演藝術中心主辦【在梅邊之緣】，與戴君芳導演(第32屆傳藝金曲獎得主) 攜手創排，於臺北表演藝術中心大劇院演出3場。分別為8月12日《洛神引》《洛神》、8月13日《虞兮夢》《霸王別姬》、8月14日《楊家魂》《捧印》三天演出。廣邀國內不同領域的知名藝術家合作，包括：王安祈、呂聖斐、張逸軍、溫宇航、黃正銘、林慧寬、吳宗憲、吳興國、葉怡均等，多元展現梅派美學與當代意義。

## 藝術貢獻

### 推廣活動
教學
- 當代傳奇劇場 - 擔任教師, 教導旦角身段唱腔之入門。
- 成功大學駐校藝術家 - 於2010年3月出任駐校藝術家，學期中主講3場講座、主持兩週暑期京劇研習營教唱唱段，並指導學員於10月成果展演。
- 世新大學駐校藝術家 - 於2009年9月出任駐校藝術家，實施推廣工作長約一學期，包括主講講座、教導大學教授排演...等。
- 耀演劇團 - 於2009年5月指導該團團員之聲腔與身段，幫助其在舞台上更能掌握自己的聲音與肢體。
- 兩廳院歌劇工作坊 -  於2008年、2009年連續兩年的4月指導聲樂系學生開發新的聲音與肢體表現。
- 國立台灣藝術大學 - 2008年至2012年間, 任教於戲劇系所, 培育戲劇人才。
- 國立台北藝術大學 - 於2005年至2012年任教於劇場藝術研究所，培育戲劇人才。
- 台北市大安社區大學 - 於2005年9月主持［ 京劇之美］ 課程累積16學期，推廣京劇。
- 花旗銀行 - 於1999年12月指導花旗銀行之人員學習京劇，並於該公司之歲末餐會演出《天官賜福》、《財神進寶》、《迎親》...等喜慶劇目。
- 高雄市政府教育局 - 於1999年6月擔任「 為薪傳加油」 活動京劇組之研習教師，與會者係均於各級學校任教的老師，研習成效卓著。
- 扶輪社 -  1999年4月教導扶輪社寶眷聯誼會之女性成員於年會中演出《八五花洞》。

示範講座
主題 
- 魏海敏 - 她和她們 (2018年至今)。
- 魏道京神 - 京劇流派表演特色 (2007年至2017年)。
- 揭開京劇的神祕面紗 (1996年至2007年)。

地點 
- 全省文化中心 - 基隆市、桃園縣、新竹縣市、苗栗縣、台中縣市、嘉義市、台南市、花蓮縣，共計10場。
- 各級學校 - 國立台北師範學院、台北市立師範學院、台灣大學、輔仁大學、台東大學、師大附中、復興劇校、中央大學、國立台南師範學院、國立成功大學、北一女、建國中學、高雄中學、高雄女中、金陵女中、國立台東師範學院、新港高中、國立台北大學…等，累計逾50場。
- 各機關團體 - 行政院僑務委員會、台北憲兵部、高雄左營區海軍後勤司令部、經建會、大專生涯發展協會、印刻文學、美哉戲曲讀書會、THE ONE人文空間，及華麗扶輪社、七星扶輪社、華樂扶輪社、劍潭扶輪社、十大傑出青年基金會、北安扶輪社、華欣扶輪社、東和扶輪社、明水扶輪社、台中東海扶輪社、光寶文教基金會、台達電文教基金會、中鋼公司 …等，累計逾50場。

出版品
| 出版品                                     | 簡介 |
| ------------------------------------------ | --- |
| 國光劇團 DVD系列                           | 於1995年至2016年主演的作品,《孟小冬》、《百年戲樓》、《水袖與胭脂》、《十八羅漢圖》、《金鎖記》、《王熙鳳大鬧寧國府》、《豔后和她的小丑們》、《孝莊與多爾袞》、《快雪時情》、《玉堂春》、《宇宙鋒》、《白蛇傳》、《昭君出塞》、《慶頂珠》、《奇雙會》、《釵鈿情—唐明皇與楊貴妃》、《霸王別姬》、《坐宮》、《梁祝》、《鳳還巢》、《法門寺》、《梅玉配》等。 |
| 「魏海敏古典劇場 - 大師經典．極致綻放DVD」 | 2011年4月由公共電視出版, 錄製2008年於台北市城市舞台舉辦之專場演出DVD。 |
| 骷顱與金鎖—魏海敏的戲與人生」              | 2010年10月由典藏家庭出版，以歐蘭朵和曹七巧兩個角色，闡述跨界創作的生命歷程。 |
| 芳華現—魏海敏梅派經典唱段選輯」            | 2007年3月由風潮音樂發行, 一套有4張CD和4張伴奏CD。 |
| 「女伶—魏海敏的影像自述」                  | 2006年10月由積木文化出版, 以歷年演出代表作為軸，記錄舞台生涯。 |
| 「京劇經典唱腔典藏集」                     | 策畫共750分鐘的全套影音作品, 由皇龍文化事業股份有限公司於1996年12月發行，包括 ：CD(兩套共12張)、錄音帶(兩套共12捲)、VHS(共21捲)、LD(共8張)、少兒專輯(兩張CD+兩捲錄音帶)...等。 |
| 「水袖與胭脂—魏海敏的舞台生涯」            | 1996年6月由商周文化出版, 魏海敏親自主述，張必瑜文字整理，以活潑的文字筆觸, 忠實記錄了魏海敏台前幕後的生命歷程。 |

其他
| 於1990年至1993年、1997年至2000年、2004年至2010年擔任中華民國國劇協會第七、九、十一屆理事長，並舉辦眾多活動推廣國劇。 \| 年份 \| 地點 \| 活動 \| \| ------ \| ---------------------- \| --------------------------------------------------------------------------------------------------------------------------------------------------------------------------------------------------------------------------------------------------------- \| \| 1990年 \| 國家戲劇院 \| 「 慶祝八十」 國劇聯合大公演演出《狀元媒》、《慶頂珠》、《祝家莊》、《八義圖》、《十美跑車》。 \| \| 1990年 \| \| 八天之內, 群策群力製作完成舉辦「 國劇界救助大陸災胞聯合義演」 ，大家義務參與共募得新台幣1,074,400元整，全數捐助大陸災胞。 \| \| 1990年 \| 台灣北、中、南 \| 參加文建會文藝季，台北、台中、台南巡迴演出三場《 八義圖》。 \| \| 1993年 \| 國家戲劇院 \| 舉辦二場「 慶祝總統、 副總統就職三週年國劇聯合大公演」，演出《紅娘》、《岳飛夫人》。 \| \| 1993年 \| 文化中心、學校 \| 邀請大陸國劇名角─孫毓敏、李光、李欣、李祖銘等人來台巡迴講座，舉辦約28場。 \| \| 2000年 \| 國父紀念館、國家戲劇院 \| 「禧新豔舊～ 跨世紀千禧國劇大展」包含親子園遊會、靜態文物展覽及9場兩岸國劇大聯演。 \| \| 2009年 \| 國父紀念館 \| 「梨園心．表真情-台灣京劇界88水災賑災義演」, 於8月27日聯合國光劇團、國立台灣戲曲學院京劇團、台北新劇團、當代傳奇劇場...等, 共同獻演名劇《四郎探母》,募款和售票所得合計新台幣3,034,351元，此筆款項捐予『 中華民國紅十字會總會』 專款專用於八八水災受災戶。 \| |                        | |
| 年份 | 地點                   | 活動 |
| 1990年 | 國家戲劇院             | 「 慶祝八十」 國劇聯合大公演演出《狀元媒》、《慶頂珠》、《祝家莊》、《八義圖》、《十美跑車》。 |
| 1990年 |                        | 八天之內, 群策群力製作完成舉辦「 國劇界救助大陸災胞聯合義演」 ，大家義務參與共募得新台幣1,074,400元整，全數捐助大陸災胞。 |
| 1990年 | 台灣北、中、南         | 參加文建會文藝季，台北、台中、台南巡迴演出三場《 八義圖》。 |
| 1993年 | 國家戲劇院             | 舉辦二場「 慶祝總統、 副總統就職三週年國劇聯合大公演」，演出《紅娘》、《岳飛夫人》。 |
| 1993年 | 文化中心、學校         | 邀請大陸國劇名角─孫毓敏、李光、李欣、李祖銘等人來台巡迴講座，舉辦約28場。 |
| 2000年 | 國父紀念館、國家戲劇院 | 「禧新豔舊～ 跨世紀千禧國劇大展」包含親子園遊會、靜態文物展覽及9場兩岸國劇大聯演。 |
| 2009年 | 國父紀念館             | 「梨園心．表真情-台灣京劇界88水災賑災義演」, 於8月27日聯合國光劇團、國立台灣戲曲學院京劇團、台北新劇團、當代傳奇劇場...等, 共同獻演名劇《四郎探母》,募款和售票所得合計新台幣3,034,351元，此筆款項捐予『 中華民國紅十字會總會』 專款專用於八八水災受災戶。 |

| 年份   | 地點                   | 活動 |
| ------ | ---------------------- | --- |
| 1990年 | 國家戲劇院             | 「 慶祝八十」 國劇聯合大公演演出《狀元媒》、《慶頂珠》、《祝家莊》、《八義圖》、《十美跑車》。 |
| 1990年 |                        | 八天之內, 群策群力製作完成舉辦「 國劇界救助大陸災胞聯合義演」 ，大家義務參與共募得新台幣1,074,400元整，全數捐助大陸災胞。 |
| 1990年 | 台灣北、中、南         | 參加文建會文藝季，台北、台中、台南巡迴演出三場《 八義圖》。 |
| 1993年 | 國家戲劇院             | 舉辦二場「 慶祝總統、 副總統就職三週年國劇聯合大公演」，演出《紅娘》、《岳飛夫人》。 |
| 1993年 | 文化中心、學校         | 邀請大陸國劇名角─孫毓敏、李光、李欣、李祖銘等人來台巡迴講座，舉辦約28場。 |
| 2000年 | 國父紀念館、國家戲劇院 | 「禧新豔舊～ 跨世紀千禧國劇大展」包含親子園遊會、靜態文物展覽及9場兩岸國劇大聯演。 |
| 2009年 | 國父紀念館             | 「梨園心．表真情-台灣京劇界88水災賑災義演」, 於8月27日聯合國光劇團、國立台灣戲曲學院京劇團、台北新劇團、當代傳奇劇場...等, 共同獻演名劇《四郎探母》,募款和售票所得合計新台幣3,034,351元，此筆款項捐予『 中華民國紅十字會總會』 專款專用於八八水災受災戶。 |

| \| 年份 \| 地點 \| 活動 \| \| ------ \| -------------------- \| ----------------------------------------------------------------------------------------------------------------------------------------------------------------------------------------------------------------------------------------------- \| \| 1995年 \| 北京民族文化宮 \| 11月30日於「 閃亮的台灣文化成果展─魏海敏的京劇藝術專場」演出梅派經典戲《宇宙鋒》、《貴妃醉酒》，並參選“梅花獎”。 \| \| 1996年 \| 學校 \| 邀請梅葆玖老師來台， 主講「 亞洲傑出藝人∙梅派瑰寶～ 梅葆玖巡迴校園講座﹝掛帥篇﹞」，共計10場。 \| \| 1998年 \| 天津中國大戲院 \| 主演梅派經典戲《穆桂英掛帥》、《鳳還巢》、《三堂會審》。 \| \| 2002年 \| 國家戲劇院 \| 舉辦「魏海敏古典劇場～變」演出。 \| \| 2007年 \| 復興電台 \| 於1月1日開始主持「 戲曲面面觀—魏海敏的京劇世界」 節目。 \| \| 2008年 \| 台北市城市舞台 \| 於6月26日至29日舉辦「 魏海敏古典劇場—大師經典。 極致綻放」 專場， 演出《生死恨》、《鎖麟囊》、《狀元媒》、《坐樓殺惜》。 \| \| 2010年 \| 台北、台中、台南 \| 於5月8日、16日、29日舉辦「花月憶時夢-魏海敏的三段奇幻歌夢」個人演唱會，大膽挑戰經典流行歌曲，以戲曲唱功內化搭配西方管弦樂團, 重新詮釋曲曲耳熟能詳的旋律, 北中南共計3場。 \| \| 2011年 \| 國家戲劇院 \| 邀請梅葆玖、葉少蘭...等眾梅派弟子，舉辦「 梅葆玖&魏海敏－ 遇見百年梅派」,《紅鬃烈馬》、《太真外傳》、《 5個折子菁粹》、《 鳳還巢》、《 LIVE音樂會》。 \| \| 2015年 \| 上海交響樂團音樂廳 \| 於1月1日、2日與上海三棱鏡文化傳播有限公司合作「水袖與琴弦—京伶魏海敏邂逅青年音樂家」，與大陸青年音樂家葛灝、湯曉風、劉樂演出, 以中國四大美人為主題，中西樂融合跨界演出。 \| \| 2015年 \| 南京紫金大戲院 \| 應南京廣播電視集團之邀，與江蘇省演藝集團交響樂團合作「行者如歌—魏海敏京韻交響音樂會」，演唱《太真外傳》、《孟小冬》交響樂版。 \| \| 2015年 \| 上海逸夫舞台 \| 與上海京劇院製作「 對角」，特邀麒派名角陳少雲， 合作演出《坐樓殺惜》、《二堂捨子》。 \| \| 2015年 \| 上海大劇院 \| 上海大劇院「當代昆曲藝術周」與張軍合演《奇雙會》。 \| \| 2016年 \| 真理大學 \| 參與十傑基金會「十傑返鄉展演計畫」，舉辦『海光淡水‧敏聲回響』活動，主演《奇雙會．寫狀》，並於演後重返淡水海關碼頭(昔時海光劇隊據點)，以本身學藝經歷分享京劇之美。 \| \| 2016年 \| 上海逸夫舞台 \| 與上海三棱鏡文化傳播有限公司製作主辦「600分鐘600年──中國戲曲經典名家盛薈」，主演梅派經典《貴妃醉酒》、《蘇三起解》。 \| \| 2017年 \| 上海.北京.台北 \| 4月策畫製作「紀念梅葆玖先生周年《在梅邊‧九歌－魏海敏梅派曲集》」音樂會，主唱9曲梅派唱段，以純粹之梅音醇韻，追懷恩師。上海1場、北京2場、台北2場。 \| \| 2017年 \| 上海商城 \| 與蔡正仁、陳少雲合演《奇雙會》。 \| \| 2017年 \| 上海戲劇學院 \| 10月受聘大陸上海戲劇學院客座教授。籌設「魏海敏京劇藝術工作室」，以梅派藝術為核心，發揚梅蘭芳大師植根傳統、創意無限的精神，以教育和創作為兩大任務。 \| \| 2018年 \| 北京中央電視台 \| 受邀錄製「像音像」節目，錄製劇目《霸王別姬》《貴妃醉酒》《蘇三起解》《三堂會審》《穆桂英掛帥》。 \| \| 2018年 \| 台灣戲曲中心 \| 協辦國光劇團「魏海敏－她和她們」個人主題展，由張忘策展，匯川劇坊企畫執行，展期6月30日-7月29日。 \| \| 2018年 \| 北京國家大劇院小劇場 \| 9月14、15日北京「小劇場優秀戲曲節」【在梅邊－知遇】，演出梅派經典《宇宙鋒．修本》、《奇雙會．寫狀》(特邀崑劇名家蔡正仁)、《紅鬃烈馬．武家坡》(與馬派名家朱強)、《穆桂英掛帥．捧印》(與老旦名家趙葆秀)，向大陸前輩老師、同行們25年知遇之恩致敬。 \| \| 2018年 \| 上海戲劇學院 \| 10月22-28日「魏海敏梅派藝術課堂」開課，親自傳授。 \| |                      | |
| 年份 | 地點                 | 活動 |
| 1995年 | 北京民族文化宮       | 11月30日於「 閃亮的台灣文化成果展─魏海敏的京劇藝術專場」演出梅派經典戲《宇宙鋒》、《貴妃醉酒》，並參選“梅花獎”。 |
| 1996年 | 學校                 | 邀請梅葆玖老師來台， 主講「 亞洲傑出藝人∙梅派瑰寶～ 梅葆玖巡迴校園講座﹝掛帥篇﹞」，共計10場。 |
| 1998年 | 天津中國大戲院       | 主演梅派經典戲《穆桂英掛帥》、《鳳還巢》、《三堂會審》。 |
| 2002年 | 國家戲劇院           | 舉辦「魏海敏古典劇場～變」演出。 |
| 2007年 | 復興電台             | 於1月1日開始主持「 戲曲面面觀—魏海敏的京劇世界」 節目。 |
| 2008年 | 台北市城市舞台       | 於6月26日至29日舉辦「 魏海敏古典劇場—大師經典。 極致綻放」 專場， 演出《生死恨》、《鎖麟囊》、《狀元媒》、《坐樓殺惜》。 |
| 2010年 | 台北、台中、台南     | 於5月8日、16日、29日舉辦「花月憶時夢-魏海敏的三段奇幻歌夢」個人演唱會，大膽挑戰經典流行歌曲，以戲曲唱功內化搭配西方管弦樂團, 重新詮釋曲曲耳熟能詳的旋律, 北中南共計3場。                                                                        |
| 2011年 | 國家戲劇院           | 邀請梅葆玖、葉少蘭...等眾梅派弟子，舉辦「 梅葆玖&魏海敏－ 遇見百年梅派」,《紅鬃烈馬》、《太真外傳》、《 5個折子菁粹》、《 鳳還巢》、《 LIVE音樂會》。                                                                                           |
| 2015年 | 上海交響樂團音樂廳   | 於1月1日、2日與上海三棱鏡文化傳播有限公司合作「水袖與琴弦—京伶魏海敏邂逅青年音樂家」，與大陸青年音樂家葛灝、湯曉風、劉樂演出, 以中國四大美人為主題，中西樂融合跨界演出。                                                                        |
| 2015年 | 南京紫金大戲院       | 應南京廣播電視集團之邀，與江蘇省演藝集團交響樂團合作「行者如歌—魏海敏京韻交響音樂會」，演唱《太真外傳》、《孟小冬》交響樂版。 |
| 2015年 | 上海逸夫舞台         | 與上海京劇院製作「 對角」，特邀麒派名角陳少雲， 合作演出《坐樓殺惜》、《二堂捨子》。 |
| 2015年 | 上海大劇院           | 上海大劇院「當代昆曲藝術周」與張軍合演《奇雙會》。 |
| 2016年 | 真理大學             | 參與十傑基金會「十傑返鄉展演計畫」，舉辦『海光淡水‧敏聲回響』活動，主演《奇雙會．寫狀》，並於演後重返淡水海關碼頭(昔時海光劇隊據點)，以本身學藝經歷分享京劇之美。                                                                               |
| 2016年 | 上海逸夫舞台         | 與上海三棱鏡文化傳播有限公司製作主辦「600分鐘600年──中國戲曲經典名家盛薈」，主演梅派經典《貴妃醉酒》、《蘇三起解》。 |
| 2017年 | 上海.北京.台北       | 4月策畫製作「紀念梅葆玖先生周年《在梅邊‧九歌－魏海敏梅派曲集》」音樂會，主唱9曲梅派唱段，以純粹之梅音醇韻，追懷恩師。上海1場、北京2場、台北2場。                                                                                                |
| 2017年 | 上海商城             | 與蔡正仁、陳少雲合演《奇雙會》。 |
| 2017年 | 上海戲劇學院         | 10月受聘大陸上海戲劇學院客座教授。籌設「魏海敏京劇藝術工作室」，以梅派藝術為核心，發揚梅蘭芳大師植根傳統、創意無限的精神，以教育和創作為兩大任務。                                                                                              |
| 2018年 | 北京中央電視台       | 受邀錄製「像音像」節目，錄製劇目《霸王別姬》《貴妃醉酒》《蘇三起解》《三堂會審》《穆桂英掛帥》。 |
| 2018年 | 台灣戲曲中心         | 協辦國光劇團「魏海敏－她和她們」個人主題展，由張忘策展，匯川劇坊企畫執行，展期6月30日-7月29日。 |
| 2018年 | 北京國家大劇院小劇場 | 9月14、15日北京「小劇場優秀戲曲節」【在梅邊－知遇】，演出梅派經典《宇宙鋒．修本》、《奇雙會．寫狀》(特邀崑劇名家蔡正仁)、《紅鬃烈馬．武家坡》(與馬派名家朱強)、《穆桂英掛帥．捧印》(與老旦名家趙葆秀)，向大陸前輩老師、同行們25年知遇之恩致敬。 |
| 2018年 | 上海戲劇學院         | 10月22-28日「魏海敏梅派藝術課堂」開課，親自傳授。 |

| 年份   | 地點                 | 活動 |
| ------ | -------------------- | --- |
| 1995年 | 北京民族文化宮       | 11月30日於「 閃亮的台灣文化成果展─魏海敏的京劇藝術專場」演出梅派經典戲《宇宙鋒》、《貴妃醉酒》，並參選“梅花獎”。 |
| 1996年 | 學校                 | 邀請梅葆玖老師來台， 主講「 亞洲傑出藝人∙梅派瑰寶～ 梅葆玖巡迴校園講座﹝掛帥篇﹞」，共計10場。 |
| 1998年 | 天津中國大戲院       | 主演梅派經典戲《穆桂英掛帥》、《鳳還巢》、《三堂會審》。 |
| 2002年 | 國家戲劇院           | 舉辦「魏海敏古典劇場～變」演出。 |
| 2007年 | 復興電台             | 於1月1日開始主持「 戲曲面面觀—魏海敏的京劇世界」 節目。 |
| 2008年 | 台北市城市舞台       | 於6月26日至29日舉辦「 魏海敏古典劇場—大師經典。 極致綻放」 專場， 演出《生死恨》、《鎖麟囊》、《狀元媒》、《坐樓殺惜》。 |
| 2010年 | 台北、台中、台南     | 於5月8日、16日、29日舉辦「花月憶時夢-魏海敏的三段奇幻歌夢」個人演唱會，大膽挑戰經典流行歌曲，以戲曲唱功內化搭配西方管弦樂團, 重新詮釋曲曲耳熟能詳的旋律, 北中南共計3場。                                                                        |
| 2011年 | 國家戲劇院           | 邀請梅葆玖、葉少蘭...等眾梅派弟子，舉辦「 梅葆玖&魏海敏－ 遇見百年梅派」,《紅鬃烈馬》、《太真外傳》、《 5個折子菁粹》、《 鳳還巢》、《 LIVE音樂會》。                                                                                           |
| 2015年 | 上海交響樂團音樂廳   | 於1月1日、2日與上海三棱鏡文化傳播有限公司合作「水袖與琴弦—京伶魏海敏邂逅青年音樂家」，與大陸青年音樂家葛灝、湯曉風、劉樂演出, 以中國四大美人為主題，中西樂融合跨界演出。                                                                        |
| 2015年 | 南京紫金大戲院       | 應南京廣播電視集團之邀，與江蘇省演藝集團交響樂團合作「行者如歌—魏海敏京韻交響音樂會」，演唱《太真外傳》、《孟小冬》交響樂版。 |
| 2015年 | 上海逸夫舞台         | 與上海京劇院製作「 對角」，特邀麒派名角陳少雲， 合作演出《坐樓殺惜》、《二堂捨子》。 |
| 2015年 | 上海大劇院           | 上海大劇院「當代昆曲藝術周」與張軍合演《奇雙會》。 |
| 2016年 | 真理大學             | 參與十傑基金會「十傑返鄉展演計畫」，舉辦『海光淡水‧敏聲回響』活動，主演《奇雙會．寫狀》，並於演後重返淡水海關碼頭(昔時海光劇隊據點)，以本身學藝經歷分享京劇之美。                                                                               |
| 2016年 | 上海逸夫舞台         | 與上海三棱鏡文化傳播有限公司製作主辦「600分鐘600年──中國戲曲經典名家盛薈」，主演梅派經典《貴妃醉酒》、《蘇三起解》。 |
| 2017年 | 上海.北京.台北       | 4月策畫製作「紀念梅葆玖先生周年《在梅邊‧九歌－魏海敏梅派曲集》」音樂會，主唱9曲梅派唱段，以純粹之梅音醇韻，追懷恩師。上海1場、北京2場、台北2場。                                                                                                |
| 2017年 | 上海商城             | 與蔡正仁、陳少雲合演《奇雙會》。 |
| 2017年 | 上海戲劇學院         | 10月受聘大陸上海戲劇學院客座教授。籌設「魏海敏京劇藝術工作室」，以梅派藝術為核心，發揚梅蘭芳大師植根傳統、創意無限的精神，以教育和創作為兩大任務。                                                                                              |
| 2018年 | 北京中央電視台       | 受邀錄製「像音像」節目，錄製劇目《霸王別姬》《貴妃醉酒》《蘇三起解》《三堂會審》《穆桂英掛帥》。 |
| 2018年 | 台灣戲曲中心         | 協辦國光劇團「魏海敏－她和她們」個人主題展，由張忘策展，匯川劇坊企畫執行，展期6月30日-7月29日。 |
| 2018年 | 北京國家大劇院小劇場 | 9月14、15日北京「小劇場優秀戲曲節」【在梅邊－知遇】，演出梅派經典《宇宙鋒．修本》、《奇雙會．寫狀》(特邀崑劇名家蔡正仁)、《紅鬃烈馬．武家坡》(與馬派名家朱強)、《穆桂英掛帥．捧印》(與老旦名家趙葆秀)，向大陸前輩老師、同行們25年知遇之恩致敬。 |
| 2018年 | 上海戲劇學院         | 10月22-28日「魏海敏梅派藝術課堂」開課，親自傳授。 |

## 重要得獎紀錄
| 年份   | 獲提名 | 獎項                                                                             | 結果 |
| ------ | ------ | -------------------------------------------------------------------------------- | ---- |
| 1978年 |        | 中國文藝協會最佳演員獎                                                           | 獲獎 |
| 1981年 |        | 國防部國軍文藝金像獎最佳演員獎                                                   | 獲獎 |
| 1982年 |        | 國防部國軍文藝金像獎最佳演員獎 (二度蟬聯)                                        | 獲獎 |
| 1983年 |        | 國防部國軍文藝金像獎最佳演員獎 (三度蟬聯)                                        | 獲獎 |
| 1984年 |        | 國防部國軍文藝金像獎最佳演員獎 (四度蟬聯)                                        | 獲獎 |
| 1989年 |        | 財團法人十大傑出青年基金會中華民國第27屆十大傑出青年                             | 獲獎 |
| 1990年 |        | 文建會第15屆國家文藝獎                                                           | 獲獎 |
| 1993年 |        | 紐約市文化局亞洲最傑出藝人獎                                                     | 獲獎 |
| 1996年 |        | 中國戲劇家協會梅花獎(京劇演員最高榮譽)                                           | 獲獎 |
| 1996年 |        | 國際青年商会世界十大傑出青年(兩岸第一位女性得主，歷年當選該獎者有林懷民、施振榮) | 獲獎 |
| 2004年 |        | 上海電視節白玉蘭獎主角獎                                                         | 獲獎 |
| 2007年 |        | 國家文化藝術基金會第11屆國家文藝獎                                               | 獲獎 |
| 2008年 |        | 新聞局第19屆金曲獎—最佳傳統音樂詮釋獎                                            | 獲獎 |
| 2010年 |        | 中華文化促進會中華文化人物                                                       | 獲獎 |

## 影視活動
1975年，影視圈流行武俠片，魏海敏成為影視公司爭相簽約的新人之一。當時主持過台視《國劇介紹》的節目、出演過勾峰導演的《週三劇場》，也與衛子雲合演過兩部電影，但對於電視電影的作業方式無法適應，覺得自己只屬於舞台，從此開始婉拒影視圈的邀約。
1976年，從海光劇校畢業後，便進入海光劇隊實習；之後在1978年得到中國文藝協會最佳演員獎。
1987年3月2日起，主持臺灣電視公司公共服務節目《傳家寶典》，每集長度3分鐘，每集介紹一則名賢修身或治事格言。
- 名門正派 (1977)
- 七十二煞星 (1978)
- 土包子打通關 (1980)
- 相愛的七種設計 (2014)

## 外部連結
- 魏海敏網站 https://weihaimin.com/ （页面存档备份，存于）
- 魏海敏的Facebook專頁
- 魏海敏-女伶遇見百年梅派 （页面存档备份，存于） :: 痞客邦 PIXNET ::
- 魏海敏在互联网电影资料库（IMDb）上的資料（英文）
- 魏海敏在香港影庫上的簡介
- 魏海敏在豆瓣上的资料（简体中文）
- 魏海敏在时光网上的簡介（简体中文）